# 22 mai 1936
Le vendredi 22 mai 1936 est le 143e jour de l'année 1936.

## Naissances
- Abiola Irele (mort le 2 juillet 2017), universitaire nigérian
- Alain Pontecorvo, artiste français
- Antonio Márquez Ramírez (mort le 22 octobre 2013), joueur de football mexicain
- George Harry Heilmeier (mort le 21 avril 2014), ingénieur et homme d'affaires américain
- Ingrid Rimland (morte le 25 octobre 2017), négationniste de l'Holocauste
- Jesús Gruber (mort en mars 2021), escrimeur vénézuélien
- Jill Tweedie (morte le 12 novembre 1993), journaliste chroniqueuse, écrivain et féministe britannique
- Robert Marty, mathématicien français

## Décès
- Kaiser Wilhelm (né le 26 janvier 1874), joueur de baseball
- Richard James Horatio Gottheil (né le 13 octobre 1862), orientaliste et sioniste juif américain

## Événements
- Création du championnat d'URSS de football et début du championnat 1936
- Création de la compagnie aérienne irlandaise Aer Lingus à partir de l'Irish Sea Airways.